# 花园桥 (北京)

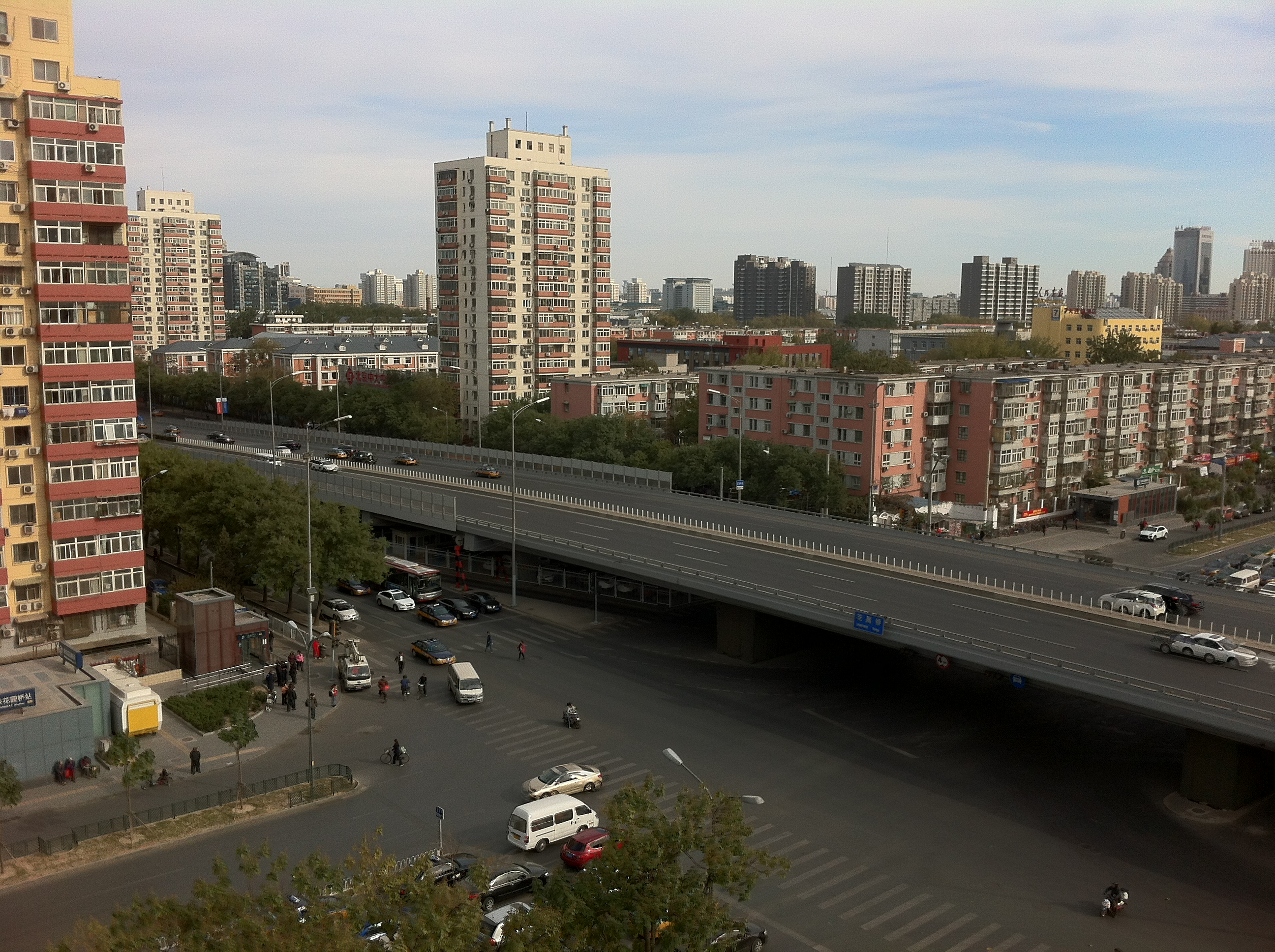
花园桥西侧，拍摄自花园桥西南角的首都师范大学内

花园桥位于北京市海淀区，是玲珑路－车公庄西路（东西向）和西三环北路（南北向）交汇处的一座立交桥。该桥为一座南北向梁式桥，桥长380.0米，宽28.5米。于1994年建成。
花园桥因临近的花园村而得名，花园村的由来则有两种说法，其一为金朝文学家王郁曾在此建立花园隐居，其二为元朝大臣廉希憲在忽必烈所赐宅地上建设的别墅和花园，南侧因种植柳树百余株而称“万柳堂”，北侧因种植多种花木而称“大花园”，俗称“花园子”或“西花园”，万柳堂废弃后附近形成村落，以花园子命名为花园村。